# Argenton-sur-Creuse
Argenton-sur-Creuse is een gemeente in het Franse departement Indre (regio Centre-Val de Loire). De gemeente telde 4.817 inwoners op 1 januari 2022. De inwoners worden Argentonnais genoemd. De plaats maakt deel uit van het arrondissement Châteauroux.
In de gemeente ligt spoorwegstation Argenton-sur-Creuse.

## Geschiedenis
Vlakbij, in buurgemeente Saint-Marcel, lag de Gallo-Romeinse stad Argentomagus. Die werd verlaten en de bevolking vestigde zich aan de oever van de Creuse. Op een heuvel boven de vallei werd een burcht gebouwd. Die kwam in 761 in handen van Pepijn de Korte en die bouwde haar uit tot een belangrijke burcht met tien torens. In 1188 werd die burcht ingenomen door de Franse koning Filips II. De reformatie kende relatief weinig aanhangers in Berry. In Argenton kwam er wel een calvinistische kern. In 1589 werd de burcht ingenomen door Hendrik IV en in 1632 werd ze ontmanteld in opdracht van kardinaal de Richelieu. Er zijn nog enkele overblijfselen bewaard gebleven, de torens Tour du Midi en Tour d'Héracle.
De stad ontwikkelde zich tussen de 12e en de 15e eeuw op de linkeroever van de Creuse. Vanaf de 15e eeuw groeide de stad ook op de rechteroever en kwam er een brug over de rivier. Uit die periode stammen de Saint-Benoîtkapel en de Saint-Sauveurkerk.
In de 19e eeuw kwam er kledingindustrie in Argenton-sur-Creuse.

## Geografie
De oppervlakte van Argenton-sur-Creuse bedroeg op 1 januari 2022 29,34 vierkante kilometer; de bevolkingsdichtheid was toen 164,2 inwoners per km².
De plaats ligt aan de rivier Creuse. 
De onderstaande kaart toont de ligging van Argenton-sur-Creuse met de belangrijkste infrastructuur en aangrenzende gemeenten.

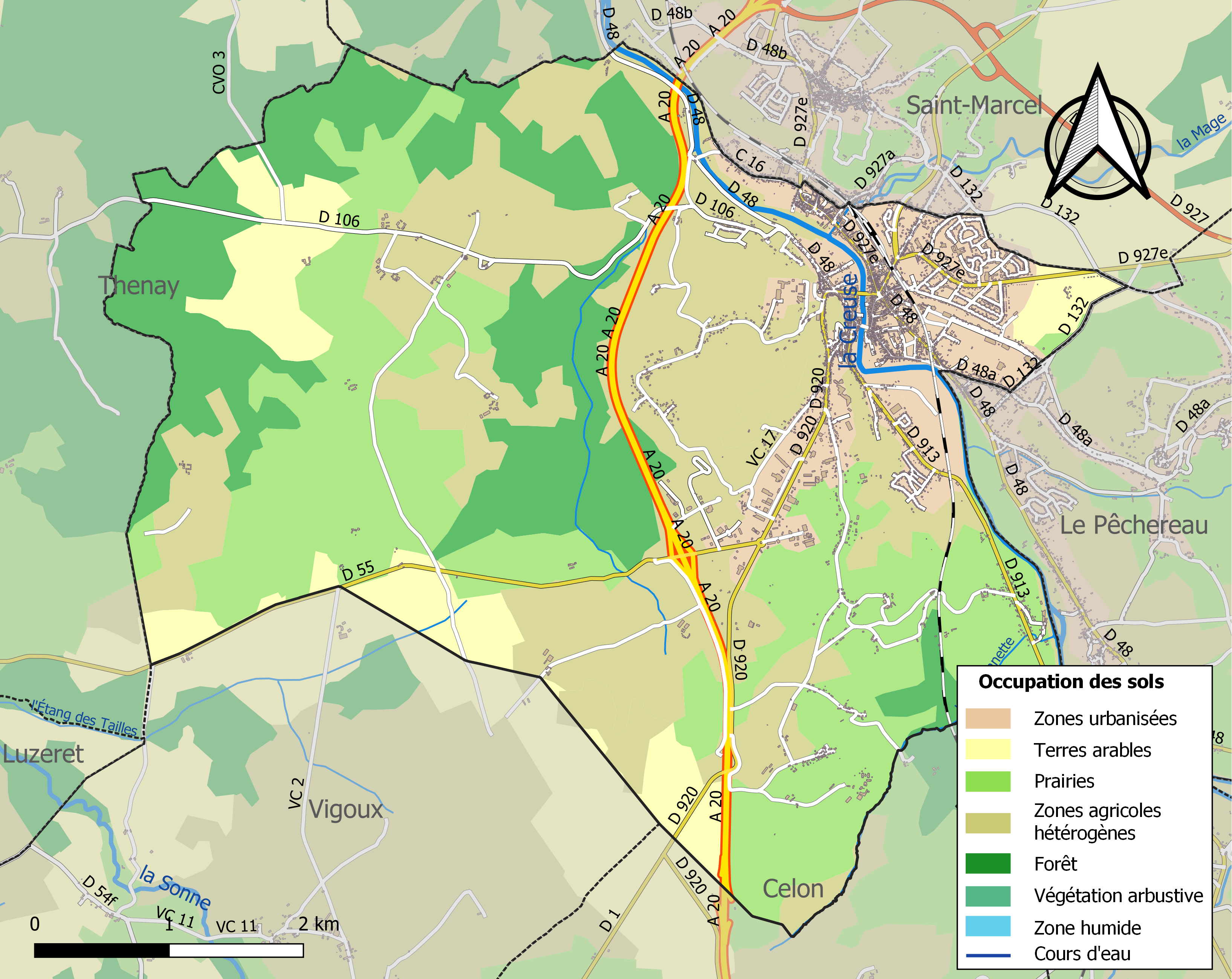

## Demografie
Onderstaande figuur toont het verloop van het inwonertal (bron: INSEE-tellingen).

## Geboren
- Antoine Berman (1942-1991), filosoof en vertaler
- Gilles Clément (1943), botanicus en schrijver